# Bolitoglossa alvaradoi
Bolitoglossa alvaradoi är en groddjursart som beskrevs av Taylor 1954. Bolitoglossa alvaradoi ingår i släktet Bolitoglossa och familjen lunglösa salamandrar. IUCN kategoriserar arten globalt som starkt hotad. Inga underarter finns listade.